# Evelyn Gleeson

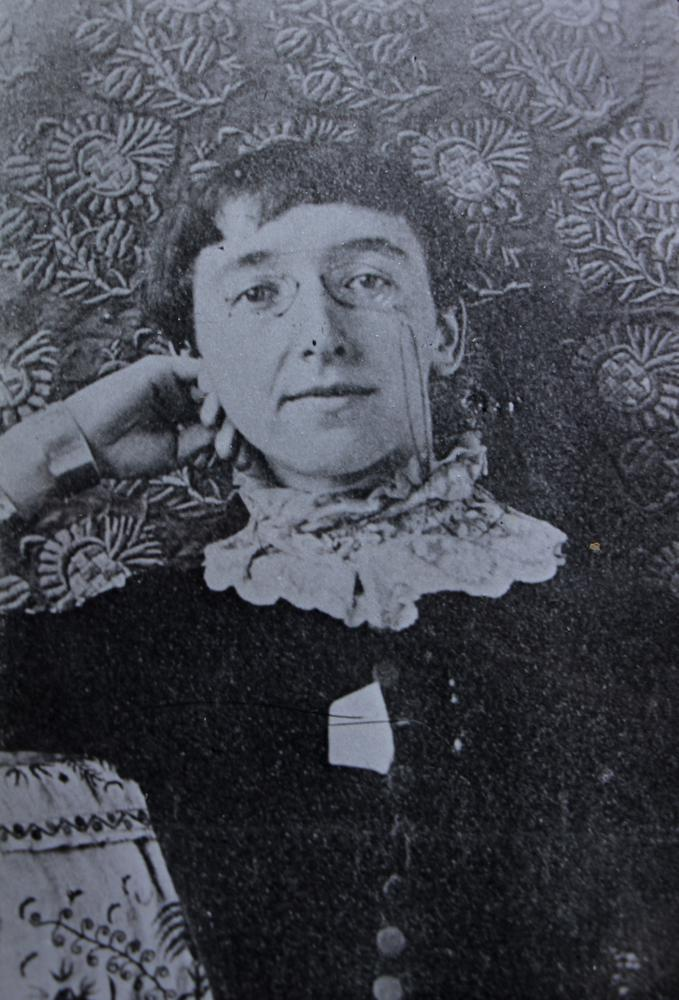
Evelyn Gleeson, 1902

Evelyn Gleeson (* 15. Mai 1855 in Knutsford, Cheshire; † 20. Februar 1944 in Dundrum, Dublin) war eine englische Stickerei-, Teppich- und Wandteppichdesignerin, die zusammen mit Elizabeth und Lily Yeats die Dun Emer Guild gründete.

## Leben
Evelyn Gleeson wurde als Tochter des Arztes Edward Moloney Gleeson aus Kilcolman nahe Nenagh, County Tipperary, und Harriet Gleeson (geborene Simpson) aus Bolton, Lancastershire geboren. Edward Gleeson war bei einem Besuch in Irland von der Arbeitslosigkeit und der Armut so berührt, dass er 1859 auf Anraten seines Schwagers, eines Textilfabrikanten in Lancashire, am Ufer des Shannon in die Athlone Woollen Mills investierte. Während die Familie Gleeson 1863 nach Athlone im County Westmeath umzog, besuchte Evelyn Gleeson die Schule in England, wo sie sich zur Lehrerin ausbilden ließ, und studierte anschließend von 1890 bis 1892 in London Porträtmalerei im Atelier von Albert Johann Ludovici. Anschließend studierte Gleeson Design bei Alexander Millar, einem Mitglied der Arts and Crafts Movement und Anhänger von William Morris. Er war beeindruckt von Gleesons Talent für Farbmischungen, und zu dieser Zeit wurden einige ihrer Entwürfe von Templeton Carpets in Glasgow gekauft, da Millar deren künstlerischer Leiter war.
Gleeson war mit der Familie Yeats und anderen irischen Künstlerkreisen in London bekannt und ließ sich von der romantischen irischen Wiedergeburt in Kunst und Literatur inspirieren. Sie war Mitglied in der Conradh na Gaeilge und der Irish Literary Society. Sie engagierte sich in der Wahlrechtsbewegung und war Vorsitzende des Londoner Frauenclubs Pioneer Club. Im Jahr 1900 schlug ihr Freund Augustine Henry Gleeson vor, nach Irland überzusiedeln und bot ihr die finanziellen Mittel zur Gründung eines eigenen Kunsthandwerkszentrums in Form eines Kredits von 500 Pfund an. Sie besprach diese Pläne mit den Yeats-Schwestern Elizabeth und Lily, die zwar begabte Handwerkerinnen waren und über ein Netz einflussreicher Kontakte verfügten, aber kein Geld zu einem solchen Vorhaben beisteuern konnten. Gleeson beriet sich auch mit W. B. Yeats, Jack Butler Yeats und ihrem Cousin T. P. Gill.
Im Sommer 1902 fand Gleeson ein geeignetes Haus namens Runnymede in Dundrum, einem Vorort von Dublin. Die Dun Emer Guild wurde mit der Absicht gegründet, junge Frauen in Buchbinderei und Druckerei sowie in Stickerei und Weberei auszubilden. Dun Emer (Festung Emer) wurde nach Emer benannt, der sagenhaften Frau des Helden Cú Chulainn, die in den irischen Sagen für ihre Schönheit und ihre künstlerischen Fähigkeiten bekannt war. Lily Yeats leitete die Stickereiabteilung, denn sie hatte bei May Morris gelernt. Elizabeth Yeats leitete die Druckerei, wobei sie auf ihre Erfahrungen bei der Women’s Printing Society in London zurückgreifen konnte. Gleeson war mit der Weberei und der Tapisserie betraut und verwaltete die Finanzen des Verlags. W. B. Yeats war der literarische Berater der Gruppe, was zeitweise zu Reibereien führte.
Das Atelier beschäftigte und bildete einheimische Mädchen aus,  wobei der Schwerpunkt auf der Verwendung hochwertiger irischer Materialien lag, um schöne, luxuriöse und dauerhafte, originell gestaltete Objekte zu schaffen. In einem Dokument des Ateliers von 1903 hieß es: „Alles ist so weit wie möglich irisch […] Die Entwürfe sind auch vom Geist und der Tradition des Landes geprägt.“ Bis 1905 beschäftigte die Werkstatt 30 Frauen und Mädchen. Ein großer Teil der Aufträge kam von der katholischen Kirche: Die St. Brendan’s Cathedral in Loughrea gab 1902 bis 1903 24 gestickte Banner mit Darstellungen irischer Heiliger in Auftrag. Zu den weiteren Objekten, die sie herstellten, gehörten Gewänder, Kleider, Vorhänge und Kissen, die Elemente des keltischen Designs von Gleeson aufwiesen. Das erste Buch der Dun Emer Press war W. B. Yeats’ In the Seven Woods, das mit irischem Leinen bezogen war. Gleeson war häufig als Jurorin bei verschiedenen Handwerkswettbewerben in Irland tätig. Beim ersten Feis na nGleann 1904 lobte sie die handwerkliche Leistung der Teilnehmenden, kritisierte aber den Mangel an Designunterricht. Zu diesem Thema hielt sie Vorträge und versuchte, den Stellenwert des Kunsthandwerks zu erhöhen, von der Hausarbeit bis hin zur Industrie. Es kam jedoch zu Spannungen mit den Yeats-Schwestern, die sich über ihre schlechte Laune und Arroganz beschwerten. Dies könnte auf die finanzielle Belastung durch Dun Emer zurückzuführen sein, obwohl sie mit Zuschüssen unterstützt wurde, und sie war bestrebt, das Darlehen an Augustine Henry zurückzuzahlen. Diese Spannungen führten dazu, dass die Yeats-Schwestern sie brüskierten und sie in einem Interview für die Zeitschrift House Beautiful über Dun Emer mit keinem Wort erwähnten. Letztendlich wurde Dun Emer 1904 zwischen Gleeson und den Yeats-Schwestern aufgeteilt.
Die beiden Teile arbeiteten zunächst weiter wie vorher und stellten getrennt bei der Royal Dublin Society und anderen Handwerkswettbewerben aus. Das National Museum of Ireland gab 1907 die Kopie eines flämischen Wandteppichs in Auftrag, der 1910 in der Arts and Crafts Society ausgestellt wurde. Ende der 1900er Jahre verließen die Yeats-Schwestern endgültig Dun Emer und nahmen die Druckerei in ihr Haus in Churchtown, Dublin, mit. Gleeson erließ den Schwestern ihre Schulden in Höhe von £ 185 unter der Bedingung, dass sie den Namen Dun Emer nicht verwenden durften. Sie nannten sich dann Cuala Industries, das aus einer Stickereiwerkstatt und der Cuala Press bestand.
Die Dun Emer Guild florierte weiter, wobei Gleeson mit ihrer Nichte Katherine MacCormack und Augustine Henrys Nichte May Kerley an Entwürfen arbeitete. 1910 wurde Gleeson eines der Gründungsmitglieder der Guild of Irish Art Workers und wurde 1917 Meisterin. Die Werkstätten zogen schließlich 1912 von Dundrum in die Hardwicke Street in Dublin um. Gleeson ließ sich bei ihren Teppichen, Wandteppichen und Stickereien von frühchristlichen Flechtwerken und zoomorphen Mustern inspirieren, wobei das Mäzenatentum der Kirche ihre Haupteinnahmequelle blieb. Gleeson beschäftigte auch die Buchbinderin Norah Fitzpatrick und Máire Nic Shiubhlaigh. Ihre verwitwete Schwester Constance MacCormack lebte mit ihr und ihren Kindern Grace, Katherine und Edward in ihrem Haus Dun Emer. Der Haushalt wurde von Constance geführt, und Grace und Katherine arbeiteten von klein auf mit ihrer Tante zusammen. Zu Gleesons bemerkenswerten Werken gehören das Banner für die irische Arbeiterinnengewerkschaft von 1919 und der Teppich, der Papst Pius XI. 1932 zum Eucharistischen Weltkongress in Dublin überreicht wurde. Kitty arbeitete zusammen mit ihrer Tante an weiteren Aufträgen für Dun Emer, wie den Wandteppichen für die Honan-Kapelle in Cork von 1917 und den goldenen Gewändern für die St. Patrick Church in San Francisco im Jahr 1923.
Gleeson starb am 20. Februar 1944 in Dun Emer. Der Nachlass befindet sich in der Bibliothek des Trinity College Dublin. Katherine MacCormack führte das Unternehmen nach ihrem Tode weiter. Der letzte Sitz der Dun Emer Guild war ein Geschäft in der Harcourt Street in Dublin, das 1964 geschlossen wurde.